# Ramón y Cajal: Historia de una voluntad
Ramón y Cajal: Historia de una voluntad fue una serie española de TV dirigida por José María Forqué y estrenada por Televisión Española en 1982. Recrea la vida del científico español, ganador del Premio Nobel, Santiago Ramón y Cajal. Cuatro meses después de su estreno en La 2 de TVE, se repuso en La 1 de la misma cadena.

## Argumento
La serie se compone de diez capítulos: Un primero, de carácter documental, con entrevistas a los descendientes del científico y los nueve restantes de recreación dramática basados en la novela original de Santiago Lorén: Desde su retiro en la calle Alfonso XII de Madrid, un octogenario Santiago Ramón y Cajal va rememorando momentos de su vida desde su nacimiento en la localidad de Petilla de Aragón hasta la concesión del Premio Nobel de Fisiología y Medicina, en 1906, pasando por su matrimonio con Silveria Fañanás.

## Reparto
- Adolfo Marsillach ... Santiago Ramón y Cajal
- Verónica Forqué ... Silveria Fañanás García
- Fernando Fernán Gómez ... Padre de Santiago
- Encarna Paso
- Damián Velasco
- Miguel Ángel Gil de Avalle
- Emilio Linder
- Fernando Valverde

## Ficha Técnica
- Dirección: José María Forqué.
- Guiones: Santiago Loren, Hemógenes Sáinz.
- Música: Antón García Abril.

## Presupuesto
La serie supuso un coste para las arcas de TVE de 150 millones de pesetas.

## Escenarios
La serie se rodó en escenarios naturales de Zaragoza, Huesca, Alcalá de Henares, Barcelona, Valencia, Elche y Madrid. Se pudo contar también con la vivienda en la que transcurrieron los últimos años de Ramón y Cajal.

## Premios y nominaciones
- TP de Oro (1982): Mejor Actor (Adolfo Marsillach).
- Fotogramas de Plata (1982): Nominación como Mejor intérprete de televisión a Adolfo Marsillach.